# Nomada flavescens
Nomada flavescens är en biart som beskrevs av Heinrich Friese 1917. Nomada flavescens ingår i släktet gökbin, och familjen långtungebin. Inga underarter finns listade i Catalogue of Life.